# Libyan Wings
Libyan Wings Airlines Co JSC (arabe : شركة الاجنحة الليبية), ou Libyan Wings (arabe : الأجنحة الليبية), est une compagnie aérienne dont le siège social se trouve à l'aéroport international de Mitiga, à Tripoli, en Libye. Elle débute ses opérations en septembre 2015 après avoir subi des retards en raison de l'instabilité politique en Libye. Depuis janvier 2020, la compagnie aérienne exploite quatre Airbus A319 vers quatre destinations en Libye, en Tunisie et en Turquie. Elle figure sur la liste des compagnies aériennes interdites d'exploitation dans l'Union européenne.

## Histoire
En novembre 2013, la compagnie aérienne signe un protocole d'accord avec Airbus pour trois Airbus A350-900 et quatre Airbus A320neo ; la date de lancement prévue est reportée au début de 2014. En mai 2014, Libyan Wings signe pour louer deux Airbus A319 à une société basée à Dubaï, prévoyant de lancer l'activité aérienne plus tard dans l'année. Cependant, en raison de la détérioration de la situation politique en Libye, la compagnie aérienne doit à nouveau retarder son lancement. En attendant que les conditions s'améliorent, Libyan Wings conserve les Airbus A319 plutôt que de les restituer au loueur, même si cette action est coûteuse.
Afin d'obtenir son certificat de transporteur aérien, la compagnie aérienne devait effectuer un vol d'essai avec des passagers. La compagnie effectue son vol d'essai en Turquie avec des responsables de l'Autorité de l'aviation civile libyenne à bord. La compagnie aérienne commence ses opérations le 21 septembre 2015 avec un vol de Tripoli à Istanbul. 
Les vols vers Tunis commencent en octobre 2015, et les opérations d'Istanbul ont depuis repris. En octobre 2016, le protocole d'accord avec Airbus est toujours en vigueur, bien que la commande n'ait pas encore été finalisée. 

## Affaires institutionnelles
Libyan Wings a son siège à Tripoli, et son directeur général est Mohammed Madi. La compagnie aérienne compte au moins dix investisseurs. En novembre 2016, la compagnie aérienne comptait entre 120 et 130 employés. La majorité des clients sont des citoyens libyens et voyagent à des fins professionnelles.

## Flotte

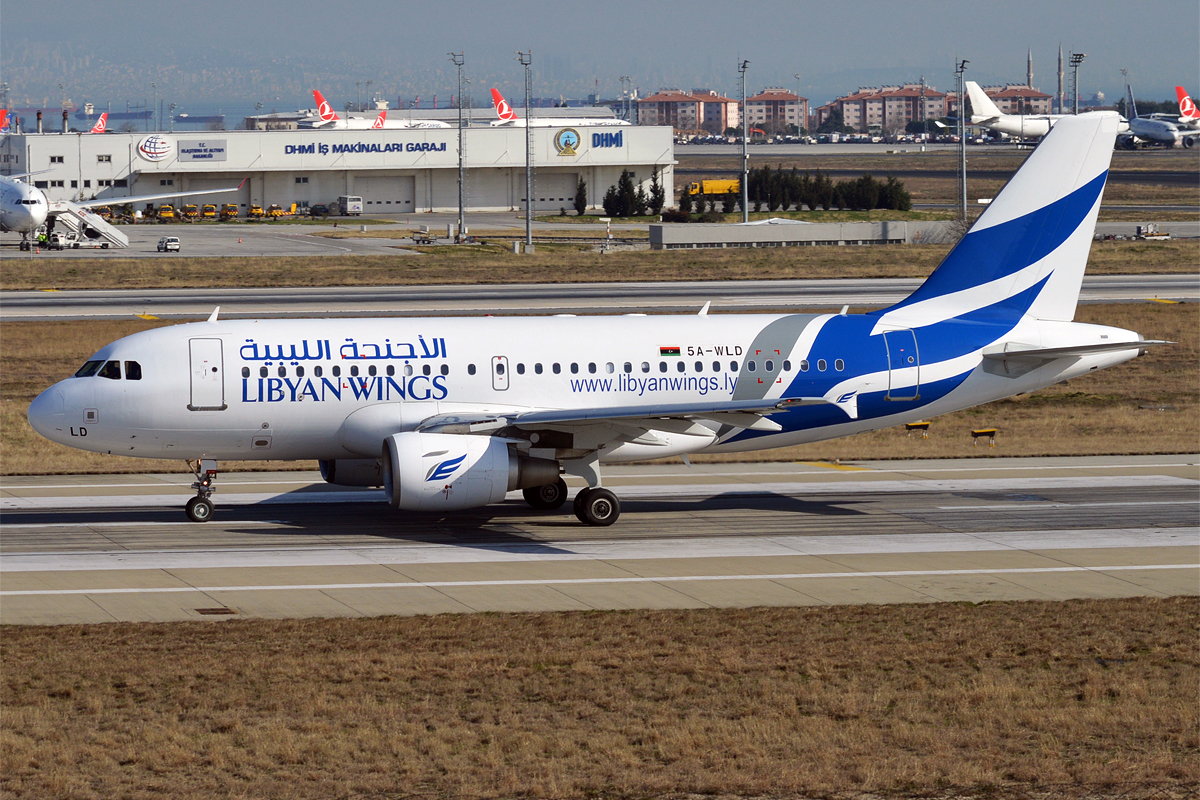
A319 de Libyan Wings en 2019.

Depuis 2020, Libyan Wings exploite les avions suivants : 
| Avion           | En service | Commandé | Passagers | Remarques |
| Avion           | En service | Commandé | Total     | Remarques |
| --------------- | ---------- | -------- | --------- | --------- |
| Airbus A319-100 | 4          | —        | 120       |           |
| Total           | 4          | —        |           |           |